# Auditorium de Harbin
L'Auditorium de Harbin est un ensemble de deux salles de concert dotées d’un orgue situé dans le District de Daoli à Harbin. Sa formation musicale résidente est l'Orchestre symphonique de Harbin.

## Histoire
L'ancien auditorium de Harbin se trouve dans la rue Maimai. Après la livraison du nouvel auditorium, l'ancien auditorium a été fermé. Le nouvel auditorium a été inauguré en 2014.
L'architecte du nouvel auditorium de Harbin est le lauréat du prix Pritzker, Arata Isozaki.

## Architecture
L'architecte est inspiré par les glaçons flottants dans la rivière de Songhua qui traverse la ville de Harbin. L'auditorium est intégré une grande salle de concert symphonique de 1 200 places , et une petite salle de musique de chambre de 400 places.

## L’orgue de l’Auditorium
La grande salle est équipée un orgue réalisé par le facteur italien Ruffatti, qui est le premier de ce type dans la région.